# 长风中路街道
长风中路街道，是中华人民共和国河南省鹤壁市山城区下辖的一个乡镇级行政单位。

## 行政区划
长风中路街道下辖以下地区：
长风中路社区、红二巷社区、铁西社区、东一巷社区、建委社区、东岭社区和矿口社区。